# Balilihan
Balilihan est une municipalité de la province de Bohol.
Elle compte 31 barangays :
| - Baucan Norte - Baucan Sur - Boctol - Boyog Norte - Boyog Proper - Boyog Sur - Cabad - Candasig - Cantalid - Cantomimbo - Cogon | - Datag Norte - Datag Sur - Del Carmen Este (Pob.) - Del Carmen Norte (Pob.) - Del Carmen Weste (Pob.) - Del Carmen Sur (Pob.) - Del Rosario - Dorol - Haguilanan Grande - Hanopol Este | - Hanopol Norte - Hanopol Weste - Magsija - Maslog - Sagasa - Sal-ing - San Isidro - San Roque - Santo Niño - Tagustusan |